# Царёвский сельский округ (Московская область)
Царёвский сельский округ — упразднённая административно-территориальная единица, существовавшая на территории Пушкинского района Московской области в 1994—2006 годах.
Царёвский сельсовет был образован в первые годы советской власти. По данным 1918 года он входил в состав Путиловской волости Дмитровского уезда Московской губернии.
13 октября 1919 года Путиловская волость была передана в Сергиевский уезд.
В 1927 году из Царёвского с/с были выделены Введенский и Лепёшкинский сельсоветы.
В 1926 году Царёвский с/с включал село Царёво, деревни Лепёшки, Хотилово и Шаблыкино, а также 4 хутора и мельницу.
В 1929 году Царёвский сельсовет вошёл в состав Пушкинского района Московского округа Московской области. При этом к нему был присоединён Введенский с/с.
28 февраля 1936 года из Царёвского с/с в Богословский с/с Щёлковского района было передано селение Хотилово.
17 июля 1939 года к Царёвскому с/с был присоединён Лепёшкинский с/с (селение Лепёшки).
12 апреля 1952 года из Царёвского с/с в Жуковский были переданы селения Останкино и Назарово.
14 июня 1954 года к Царёвскому с/с был присоединён Березняковский с/с.
22 июня 1954 года из Царёвского с/с в Путиловский было передано селение Васюково.
6 декабря 1957 года Пушкинский район был упразднён и Царёвский с/с был передан в Мытищинский район.
31 июля 1959 года к Царёвскому с/с были присоединены селения Барково, Михайловское, Никулино, Путилово и Фёдоровское упразднённого Путиловского с/с.
28 июля 1960 года Царёвский с/с был передан в новый Калининградский район.
20 августа 1960 года к Царёвскому с/с были присоединены селения Аксёнки, Введенское, Вынорки, Доровское, Жуковка, Ивошино, посёлок зверосовхоза «Пушкинский», Нагорное, Назарово, Останкино, Старое Село, Фомкино и дома МОГЭС упразднённого Жуковского с/с.
24 апреля 1962 года Калининградский район был преобразован в Пушкинский район.
1 февраля 1963 года Пушкинский район был упразднён и Царёвский с/с вошёл в Мытищинский сельский район. 11 января 1965 года Царёвский с/с был возвращён в восстановленный Пушкинский район.
23 июня 1988 года в Царёвском с/с была упразднена деревня Вынорки.
3 февраля 1994 года Царёвский с/с был преобразован в Царёвский сельский округ.
13 ноября 2001 года в Царёвском с/о посёлок санатория «Спутник» был присоединён к деревне Жуковка.
13 ноября 2003 года из упразднённого Пушкинского с/о в Царёвский были переданы сёла Комягино и Левково, деревни Грибово, Коптелино и Невзорово, а также хутор Паршино.
В ходе муниципальной реформы 2004—2005 годов Царёвский сельский округ прекратил своё существование как муниципальная единица. При этом все его населённые пункты были переданы в сельское поселение Царёвское.
29 ноября 2006 года Царёвский сельский округ исключён из учётных данных административно-территориальных и территориальных единиц Московской области.